# Adrien-Marie Legendre
Pour les articles homonymes, voir Legendre.
Adrien-Marie Legendre, né le 18 septembre 1752 à Paris et mort le 9 janvier 1833 dans la même ville, est un mathématicien français.

## Biographie

### Premières années
Adrien-Marie Legendre naît au sein d'une famille aisée, qui lui permet de mener une vie tranquille consacrée aux mathématiques,. Conscients de leur statut social et des limites imposées aux familles roturières, ses parents l'inscrivent dans l'une des meilleures écoles de l'époque, le collège Mazarin. Son professeur, le  père Marie, successeur du père Lacaille, remarque les grandes dispositions du jeune élève pour les mathématiques et s'applique à stimuler son talent. Le 25 juillet 1770, à l'âge de dix-huit ans, Legendre soutient sa thèse de doctorat, commençant ainsi son parcours de mathématicien. Pendant les années qui suivent, il poursuit sa formation en fréquentant assidûment la bibliothèque de son ancien collège et, en 1775, il est nommé professeur de mathématiques de l'école militaire de Paris, sur recommandation de d'Alembert.

### Carrière professionnelle
Au cours des cinq années suivantes, Legendre enseigne les éléments mathématiques de la balistique ainsi que les traités classiques d'Étienne Bézout et Jean-Charles de Borda. Ces cinq années où Legendre exerce comme professeur le préparent pour son premier grand succès en tant que mathématicien. Tout en enseignant, il poursuit ses recherches et remporte ainsi le premier prix de l'Académie de Berlin pour le sujet suivant : « Déterminer la courbe décrite par des projectiles et des bombes en tenant compte de la résistance de l'air, et formuler des règles permettant de connaître les trajectoires en fonction de différentes vitesses initiales et de différents angles de projection ». Cette période à l'École militaire est la seule que Legendre consacre pleinement à l'enseignement. Il a alors pour collègue le célèbre Laplace, de trois ans son aîné, professeur lui aussi dans cette institution. Le prix de l'Académie de Berlin suscite l'intérêt de Lagrange qui interroge Laplace au sujet de Legendre. Grâce à ce contact, il est introduit dans le cercle de l'Académie de Paris.
Au début de 1783, Legendre fait parvenir à l'Académie de Paris un manuscrit sur l'attraction des sphéroïdes. Ses travaux sur les sphéroïdes et autres qui traitent de probabilité, de fractions et d'algèbre lui ouvrent les portes de l'institution en séance du 2 avril 1783,.
En 1785, il croit avoir démontré la loi de réciprocité quadratique formulée par Euler.
En 1787, il est, avec Prony, un des commissaires français chargés de vérifier la position des observatoires de Londres et de Paris dont le rapport, publié en 1790, est intitulé : « Exposé des opérations faites en France, en 1787, pour la jonction des observatoires de Paris et Greenwich. Description et usage d'un nouvel instrument propre à donner la mesure des angles à la précision d'une seconde »,.
En 1787, il est nommé commissaire chargé des opérations géodésiques aux côtés de Pierre Méchain et Jean-Baptiste Delambre.
Pour Legendre, la Révolution française s’avère être un coup dur sur le plan professionnel, car, pour marquer sa rupture avec l'Ancien Régime, le nouveau gouvernement décide de supprimer toutes les Académies, retirant au mathématicien son seul salaire. Prenant son parti de la situation, Legendre se lance dans la réforme du système des poids et mesures de l'Ancien Régime.
Alors qu'il avait accueilli avec joie le mouvement révolutionnaire, il doit se cacher à Paris pendant la Terreur. Il fait la connaissance de Marguerite-Claudine Couhin, qu'il épouse en 1793. On retrouve ainsi Le Gendre (alias Legendre) dans les rangs de la Commission internationale chargée de vérifier tout le travail qui décide de l'adoption du système métrique.
En 1797-98, il conjecture le théorème des nombres premiers dans son ouvrage de théorie des nombres (Gauss avait également fait cette conjecture dès 1792, semble-t-il, mais ne l'a révélé qu'en 1849).
Dès 1812, il remplace Joseph-Louis Lagrange au Bureau des longitudes,.
Il fait d’importantes contributions à la statistique, à la théorie des nombres, aux algèbres abstraites et à l'analyse.
Une grande partie de son travail sera perfectionné par d'autres : son travail sur les racines des polynômes inspire la théorie de Galois ; le travail de Niels Abel sur les fonctions elliptiques est construit sur celui de Legendre ; certains travaux de Gauss en statistique et en théorie des nombres complètent ceux de Legendre.

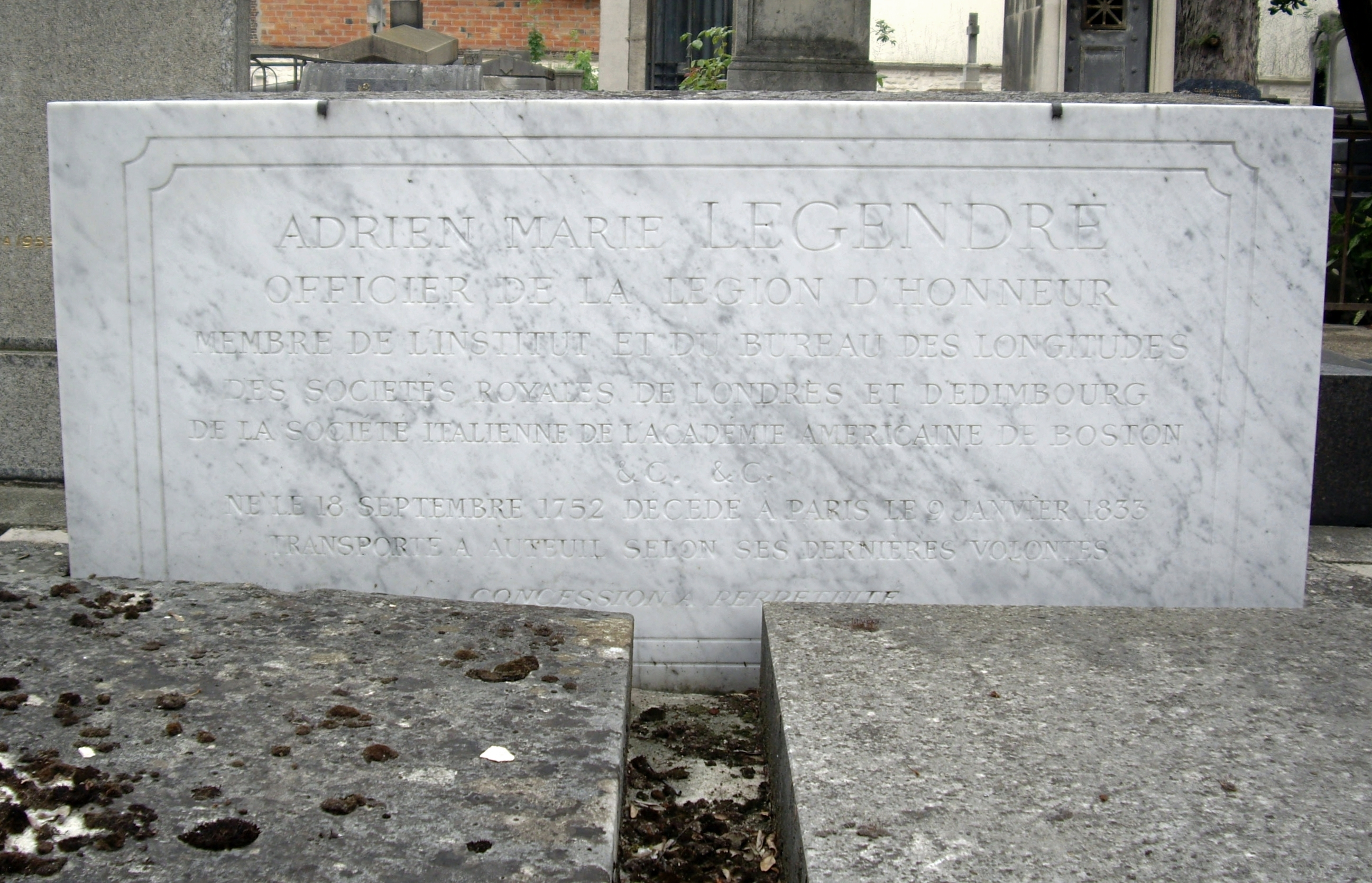
Tombe au cimetière d'Auteuil.

### Mort
Adrien-Marie Legendre meurt à Paris le 9 janvier 1833, et est enterré au cimetière d'Auteuil (actuel 16e arrondissement de Paris). Sa veuve lui survit jusqu'en 1856 et lègue leur maison à la ville d'Auteuil,.

## Traits de caractère
Selon W. W. Rouse Ball, dans son livre A Short Account of the History of Mathematics, la jalousie de Laplace et la timidité de Legendre entravent sa reconnaissance publique.
Siméon Denis Poisson précise dans son Discours prononcé aux funérailles de M. Legendre en 1833 : « Notre confrère a souvent exprimé le désir qu'en parlant de lui, il ne fût question que de ses travaux, qui sont, en effet, toute sa vie. »
Legendre soutient en partie les recherches de Sophie Germain,,.
Stendhal, fort mauvaise langue envers son concitoyen grenoblois Joseph Fourier, qu'il a côtoyé comme préfet et méconnu comme scientifique, n'est pas moins ironique envers Legendre. Il écrit au chapitre 24 de sa Vie de Henry Brulard : « Chose singulière, les poètes ont du cœur, les savants proprement dits sont serviles et lâches… Rentés pour la lâcheté : Bacon, Laplace, Cuvier. M. Lagrange fut moins plat, ce me semble… Le célèbre Legendre, géomètre de premier ordre, recevant la croix de la Légion d'honneur, l'attacha à son habit, se regarda au miroir et sauta de joie. L'appartement était bas, sa tête heurta le plafond, il tomba à moitié assommé. Digne mort c'eût été pour ce successeur d'Archimède ! »
Selon André Weil, en 1825 et 1830, Legendre omet de citer les travaux de Dirichlet.

## Contributions scientifiques

### Réforme du système des poids et mesures
Après l'analyse des Cahiers de doléances de 1789, plus de 310 délégations des États généraux de 1789 avaient sollicité une réforme du système des poids et mesures pour unifier les différentes façons de mesurer qui existent en France. Par le vote de l'Assemblée nationale du 26 mars 1791, Jean-Dominique Cassini, Pierre Méchain et Legendre composent la commission chargée de prendre les mesures géodésiques du méridien entre Dunkerque et Barcelone. Ne souhaitant pas effectuer directement les mesures, Legendre sollicite l'autorisation de rester à Paris, afin d'étudier les procédés et calculs qui seront nécessaires, une fois les mesures prises. Les travaux de mesure se poursuivent de 1792 à 1798 et Legendre s'attelle à la tâche, appliquant son théorème de trigonométrie sphérique au calcul des distances à partir de triangles sphériques et non plats. Le 22 juin 1799, l'Académie présente à l'Assemblée sa mesure de la longueur du mètre — équivalent à 0.513 toise du Pérou — , ainsi que le mètre élaboré en alliage de platine et d'iridium,.

### LesÉléments de géométrie, succès d'édition
Soucieux de simplifier et d'actualiser les Éléments d'Euclide, pendant la Terreur et jusqu'en 1795, Legendre réduit son activité scientifique et en profite pour rédiger l'un de ses ouvrages les plus édités et utilisés au siècle suivant, les Éléments de géométrie. Un des plus grands succès de l'édition scolaire, ses Éléments connaîtront 12 éditions de son vivant (la 1re édition date de 1794, la 12e de 1823),,. 
L'auteur emploie des énoncés brefs et concrets avec des définitions en nombre minimum. Les démonstrations abandonnent le langage des proportions : des relations algébriques apparaissent à l'intérieur des phrases. D'une manière générale, Legendre évite le recours à l'argument de continuité d'une ligne, ou d'existence nécessaire d'une limite. Cela l'amène à un recours très fréquent au raisonnement par l'absurde, qui est une des principales critiques que l'on peut faire à ce livre.
La dernière édition est traduite très tôt en anglais et connaît un succès identique aux États-Unis pendant tout le XIXe siècle. Crelle le traduit en allemand en 1822. Il est traduit en arabe pour l'école d'Égypte. En France, les éditions Didot, propriétaires des droits, diffusent ensuite des versions abrégées des Éléments dues à M. A. Blanchet (1854, 1862), puis Girard (1881). Les manuels ultérieurs (par exemple, Géométrie de Rouché et Comberousse) reprennent à peu de chose près l'ordre et la matière des Éléments de Legendre.
Dans l'Histoire de la géométrie, Legendre reste connu pour avoir tenté de démontrer en vain le cinquième postulat d'Euclide ; utilisant de fait des raisonnements par l'absurde, il ne franchit jamais le pas, à savoir que justement pouvaient exister des géométries où le cinquième postulat est faux, un résultat pressenti par Saccheri. Ce pas sera franchi quelques décennies plus tard par les concepteurs des géométries non-euclidiennes, dont Lobatchevski en 1837.

### Mécanique céleste
Legendre enseigne cinq années durant à l'École militaire, ce qui l'amène d'abord à étudier la trajectoire des projectiles ; étude d'où il tire ensuite ses méthodes pour l'étude des comètes (1805). C'est à l'occasion de ces calculs de mécanique céleste qu'il publie la méthode des moindres carrés, une méthode qu'il a employée pour calculer la longueur d'un degré de méridien. En mécanique, il est connu pour la transformation de Legendre, qui est utilisée pour passer de la formulation de la mécanique de Lagrange à Hamilton.

### Arithmétique
En 1825, il finalise la preuve du dernier théorème de Fermat pour l'exposant n = 5 (voir démonstrations du dernier théorème de Fermat), à la suite des travaux de Dirichlet.
En arithmétique modulaire, il publie une « preuve insatisfaisante » de la loi de réciprocité quadratique, conjecturée par Euler et démontrée ultérieurement par Gauss. On lui doit aussi le symbole de Legendre permettant de caractériser un résidu quadratique dans un anneau fini, ce qui est à la base du crypto-système de Goldwasser-Micali.
Il fait aussi un travail de pionnier sur la distribution des nombres premiers, et sur l'application de l'analyse dans la théorie des nombres. Sa conjecture (ébauchée en l'An VI (1797-8), précisée en 1808) concernant la fonction de compte des nombres premiers sera rigoureusement prouvée par Hadamard et La Vallée Poussin en 1896.

### Analyse
Leonhard Euler, maître vénéré de Legendre, avait étudié les intégrales elliptiques et ce sont ses travaux qui lui servent de point de départ. Ses premiers travaux sont retranscrits dans deux mémoires qu'il présente à l'Académie des sciences en 1786,. Legendre se plonge dès lors dans la recherche sur les intégrales elliptiques et, en 1792, présente à l'Académie son Mémoire sur les transcendantes elliptiques, que l'institution mettra un an à publier.
En 1811, il publie le premier volume de ses célèbres Exercices de calcul intégral sur divers ordres de transcendantes et sur les quadratures, où il définit les intégrales elliptiques et montre certaines de leurs propriétés. En 1817, il publie le deuxième volume de ses Exercices, avec des applications des intégrales elliptiques à la mécanique, à la rotation de la Terre et à d'autres problèmes. Enfin, en 1819, il fait paraître le troisième volume, qui comprend des tables permettant de calculer la valeur des intégrales elliptiques. Après la parution du dernier volume, il poursuit ses recherches et, entre 1825 et 1830, publie son célèbre Traité des fonctions elliptiques, deux tomes rassemblant les travaux précédents enrichis de ses dernières recherches. La solitude de Legendre dans la recherche sur les intégrales elliptiques est remarquable, étant le seul à continuer de les étudier, pendant plus de quarante ans.
Vers le milieu de l'année 1827, il reçoit la lettre du mathématicien allemand Charles Gustave Jacob Jacobi qui lui apprend que ses années de labeur ont trouvé une continuité en la personne de Jacobi et que les travaux du jeune homme l'ont surpassé. Dès lors, Legendre soutiendra Jacobi dans ses recherches : il lui envoie son Traité des fonctions elliptiques, adresse à Alexander von Humboldt, à l'université de Berlin, un courrier louangeur au sujet des découvertes de Jacobi, et présente les résultats de son disciple à l'Académie des sciences.
En 1828, Legendre apprend de Jacobi qu'un autre mathématicien, le Norvégien Niels Henrik Abel, examine les mêmes questions que lui. Legendre lui adresse un courrier auquel Abel répond. Encouragé par les recherches d'Abel et de Jacobi, Legendre décide de publier trois suppléments à son Traité des fonctions elliptiques, dans lesquels il décrit les résultats obtenus par ses deux jeunes disciples. Le premier paraît en 1829, et le dernier en 1832, un an avant sa mort. Il revient à Abel d'avoir le trait de génie d'étudier les inverses des fonctions de Jacobi et ainsi de résoudre complètement le problème.

## Œuvres
- (la) Theses mathematicas, 1769 (lire en ligne)
- Recherches sur la trajectoire des projectiles dans les milieux résistants, Corréard, 1782 (lire en ligne)Réédition de 1846
- Sur la figure des planètes, Paris, 1784 (lire en ligne)C'est dans cet ouvrage qu'apparaissent les « polynômes de Legendre ».
- Éléments de géométrie, Paris, Firmin Didot, 1794 (rééd. Blanchet, 1823 [lire en ligne]).
- Mémoire sur les transcendantes elliptiques, Paris, 1794 (lire en ligne).
- Essai sur la théorie des nombres, Paris, An VI, Duprat, 1797-1798 (lire en ligne) (2e éd., Courcier, 1808 ; 3e éd., Firmin-Didot, 1830, vol. 1 et 2)
- Supplément à l'essai sur la théorie des nombres, seconde édition, Paris, 1816 (lire en ligne). Bibliothèque de l'Institut, in-4°, M 572 A (2)
- Essai sur la théorie des nombres. Second supplément, Paris, septembre 1825 (lire en ligne). Bibliothèque de l'Institut, in-4°, M 572 A (3)
- Recherches sur quelques objets d'analyse indéterminée et particulièrement sur le théorème de Fermat, dans Mémoires de l'Académie des sciences de l'Institut de France - Année 1823, Gauthier-Villars, Paris, 1827, p. 1-60 (lire en ligne)
- Nouvelle théorie des parallèles, Paris, 1803 (lire en ligne).
- Nouvelles méthodes pour la détermination des orbites des comètes, Paris, Firmin Didot, 1805 (réimpr. 1819) (lire en ligne)C'est dans cet ouvrage qu'apparaît en appendice la « méthode des moindres carrés ».
- Exercices du calcul intégral, t. 1, Paris, Huzard-Coursier, 1811, 3 vol. (lire en ligne)
- Exercices du calcul intégral, t. 2, Paris, Huzard-Coursier, 1811-1817, 3 vol.
- Exercices du calcul intégral, t. 3, Paris, Huzard-Coursier, 1811-1817, 3 vol.
- Exercices du calcul intégral, Paris, Huzard-Coursier, 1816, 4ᵉ partie (lire en ligne)
- Traité des fonctions elliptiques et intégrales Eulériennes, t. 1, Paris, Huzard-Coursier, 1825, 3 vol. (lire en ligne)
- Traité des fonctions elliptiques et intégrales Eulériennes, t. 2, Paris, Huzard-Coursier, 1826, 3 vol. (lire en ligne)
- Traité des fonctions elliptiques et intégrales Eulériennes, t. 3, Paris, Huzard-Coursier, 1828, 3 vol. (lire en ligne)

## Distinctions et hommages

Armoiries de Legendre en tant que chevalier de l'Empire.

- Chevalier de la Légion d'honneur ;
- Membre de l'Académie des sciences ;
- Chevalier de l'Empire (25 juillet 1811)[48] ;
- Son nom fait partie de la liste des soixante-douze noms de savants inscrits sur la tour Eiffel ;
- La rue Legendre du 17e arrondissement de Paris porte son nom depuis 1865 ainsi que le passage Legendre voisin depuis 1877 ;
- Le cratère de la Lune Legendre a été nommé en son honneur en 1935 par l'union astronomique internationale.
- Son nom est donné à une île australienne lors de l'expédition Baudin en 1803 : Legendre Island (pulo sa Ostralya, lat -20,37, long 116,84) (ceb)[49] ;
- En 1832, il est membre (Foreign Honorary Member) de l'Académie américaine des arts et des sciences[50] ;
- Un astéroïde de la ceinture principale d'astéroïdes porte son nom depuis 1997 : (26950) Legendre.

## Iconographie
Depuis au moins 1900 et jusqu'à ce que l'erreur soit découverte en 2009, un portrait gravé d'après une œuvre de Zéphirin Belliard était couramment présenté comme étant celui d'Adrien-Marie Legendre, alors qu'il s'agissait de celui de l'homme politique français Louis Legendre (1752-1797). L'erreur vient du fait que cette gravure était simplement légendée « Legendre ». Le seul portrait contemporain  connu d'Adrien-Marie Legendre, et le seul qui soit authentifié à ce jour, a été identifié en 2009 et se trouve dans l'Album de 73 portraits-charge aquarellés des membres de l’Institut (1820), recueil de caricatures de 73 membres des diverses Académies (beaux-arts, sciences, française) et de certains de leurs élèves, par l'artiste français Julien Léopold Boilly,.
Une statue posthume en pied du mathématicien par Alfred-Désiré Lanson (1851-1898) orne une niche de la façade de l'hôtel de ville de Paris.
|  |  |  |